# Кустос (політика)
Кусто́с (від лат. custos (охорона), лат. custodis (охоронець)) — у Стародавньому Римі збирач голосів і наглядач за виборчими урнами під час голосування вільних громадян на народних зборах – коміціях.